# Mięsień b (genitalia)
Mięsień b – mięsień wchodzący w skład genitaliów samców błonkówek.
Mięsień b to nieparzysty mięsień łączący dziewiąte sternum odwłoka z cupulą. Bierze swój początek wzdłuż "apodemy kranialnej" (ang. cranial apodeme), po czym zbiega się z przodu ku zewnętrznemu wcięciu na środkowo-brzusznej krawędzi cupuli.
Obecność tego mięśnia stwierdzono u Prionopelta nr. modesta, Cerapachys nr. augustae, Cylindromyrmex brevitarsus, Dolichoderus bispinosus, Labidus coecus, Labidus praedator, Neivamyrmex longiscapus, Nomamyrmex eisenbeckii, Gnamptogenys mordax, Camponotus sansabeanus, Camponotus atriceps, Formica obscuripes, Prenolepis imparis, Aphaenogaster nr. rudis, Atta cephalotes, Crematogaster nigropilosa, Messor andrei, Pheidole californica, Hypoponera opacior, Leptogenys donisthorpei, Odontomachus chelifer, Platythyrea prizo, Leptanilloides sp., Sceliphron caementarum i Dolichovespula adulterina.